# Praesens (Latijn)
Het praesens is in het Latijn het tempus van het werkwoord dat in het Nederlands meestal te vertalen is met een onvoltooid tegenwoordige tijd. Er zijn verschillende wijzen: indicatief, imperatief, conjunctief, infinitief. Er bestaat ook een adjectivum verbale in het praesens: het participium.

## Vervoeging
| clamo              | timeo    | audio    | capio    | duco     | ik schreeuw           |
| clamas             | times    | audis    | capis    | ducis    | jij schreeuwt         |
| clamat             | timet    | audit    | capit    | ducit    | hij-zij-het schreeuwt |
| clamamus           | timemus  | audimus  | capimus  | ducimus  | wij schreeuwen        |
| clamatis           | timetis  | auditis  | capitis  | ducitis  | jullie schreeuwen     |
| clamant            | timent   | audiunt  | capiunt  | ducunt   | zij schreeuwen        |
| Imperatief         |          |          |          |          |                       |
| clama !            | time !   | audi !   | cape !   | duce !   | schreeuw!, schreeuwt! |
| clamate !          | timete ! | audite ! | capite ! | ducite ! | schreeuw, schreeuwt!  |
| Nederlands ik-vorm |          |          |          |          |                       |
| roep               | vrees    | hoor     | neem     | leid     | schreeuw              |
| Infinitief         |          |          |          |          |                       |
| clamare            | timere   | audire   | capere   | ducere   | schreeuwen            |

## Uitzonderingen
De werkwoorden esse (zijn), velle (willen), nolle (niet willen), ire (gaan), malle (liever willen), ferre (dragen, brengen) en posse (kunnen) zijn onregelmatig en hebben een andere vervoeging, vergelijkbaar met het Frans.
| esse               | posse    | velle   | nolle      | malle      | ire  | ferre   | vertaling esse |
| ------------------ | -------- | ------- | ---------- | ---------- | ---- | ------- | -------------- |
| sum                | possum   | volo    | nolo       | malo       | eo   | fero    | ik ben         |
| es                 | potes    | vis     | non vis    | mavis      | is   | fers    | jij bent       |
| est                | potest   | vult    | non vult   | mavult     | it   | fert    | hij-zij-het is |
| sumus              | possumus | volumus | nolumus    | malumus    | imus | ferimus | wij zijn       |
| estis              | potestis | vultis  | non vultis | mavultis   | itis | fertis  | jullie zijn    |
| sunt               | possunt  | volunt  | nolunt     | malunt     | eunt | ferunt  | zij zijn       |
| Imperativus        |          |         |            |            |      |         |                |
| es                 | --       | --      | noli       | --         | i    | fer     | wees !         |
| este               | --       | --      | nolite     | --         | ite  | ferte   | zijt!          |
| Nederlands ik-vorm |          |         |            |            |      |         |                |
| ben                | kan      | wil     | wil niet   | wil liever | ga   | draag   |                |
| Infinitivus        |          |         |            |            |      |         |                |
| esse               | posse    | velle   | nolle      | malle      | ire  | ferre   | zijn           |

Ook dingen om op te letten zijn de (semi)deponente werkwoorden en het werkwoord fieri.
De vervoeging van "fieri":
| fieri |
| ----- |
| fio   |
| fis   |
| fit   |
| fimus |
| fitis |
| fiunt |